# Pătrăuți kolostortemplom
A pătrăuți kolostortemplom, a Szent Kereszt-templom (Biserica Sfânta Cruce) a hagyomány szerint Ștefan cel Mare ortodox szerzetesnők részére alapított templomainak egyike volt. Kívülről, az eredetileg kőből és téglából emelt kis épület, mai, vakolt állapotában igen egyszerű; háromkaréjos szentélyét és négyezetalapú tornyát íves lizéna tagolás keretezi.
A nyílások kialakítása, például a nyugati csúcsíves, bélletes kapuzat és a pálcatagozatos ablakok jellege itt is a gótikus stílus színező hatásáról tanúskodik. Térrendszere a moldvai típus redukált változata; a pronaosz elhagyásával, előtérből és négyzetes, háromkaréjos záródású belsőből tevődik össze. A bejárati csarnok csegelyes kupola motívumát gazdagabban ismétli meg a belső négyezet fölötti toronyszerű boltozás. Két, egymástól 45°-kal elforgatott csegelyes átmenet fölött emelkedik a hengeres, ablakkal áttört dob nyaktagozata, majd a félgömb kupola.
A belső fal felületeit az alapítás korából származó falfestmények borítják. Ezek stílusa, görög nyelvű feliratukat is figyelembe véve, bizánci eredetre utal; talán görög festő műve volt. E kompozícióban a kereszt diadalmas ábrázolása viszont – a kutatás feltételezése szerint – a 15. századi függetlenségi törekvésekre is utalt, s az iszlámellenes harcra buzdíthatott.

## Külső hivatkozások
- Angol nyelvű leírás